# Хабибулло Ходжаев
Хабибулло Ходжаев (тадж. Ҳабибулло Хоҷаев) — село в Кушониёнском районе Хатлонской области Республики Таджикистан. Подчинен администрации джамоата посёлка Бохтариён.
Находится на расстоянии 15 км от райцентра (пгт. им. Исмоила Сомони) и 6 км от посёлка Бохтариён.
Население — 1102 чел. (2017).